# Norton, Durham
Norton är en ort i kommunen Borough of Stockton-on-Tees, i grevskapet Durham, i England. Norton var en civil parish fram till 1968 när blev den en del av Grindon, Carlton och Redmarshall. Civil parish hade 416 invånare år 1961. Den är numera en del av unparished area Stockton-on-Tees. 